# Opstanding

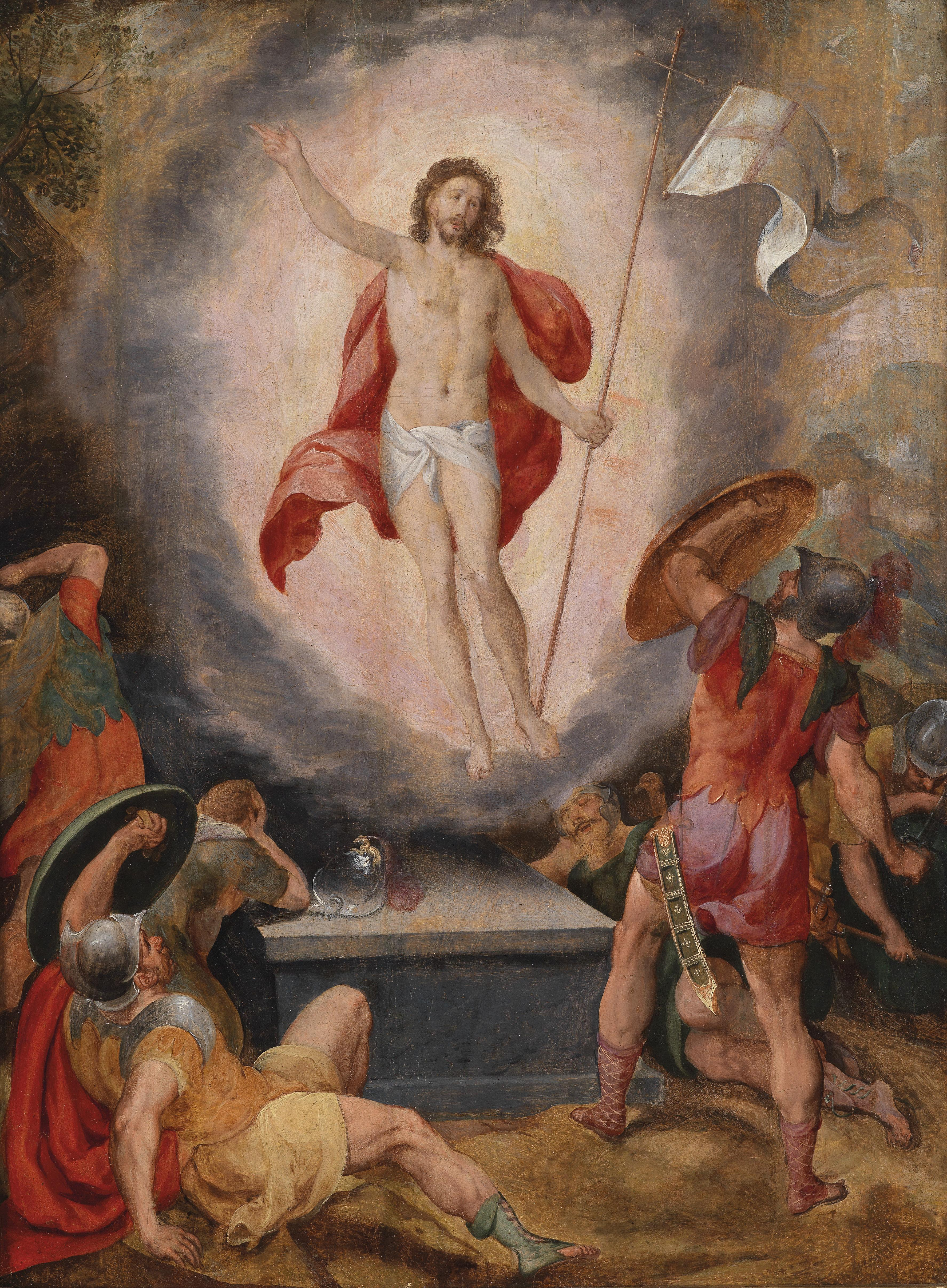
Christoph Schwartz, opstanding van Christus

Onder opstanding of verrijzenis wordt het herrijzen van een persoon uit de dood verstaan. In de drie Abrahamitische religies (jodendom, christendom en islam) bestaat de opvatting dat er een algemene opstanding van de mensheid uit de dood zal plaatsvinden aan het einde van de wereld, het einde der tijden. Op de dag des oordeels zullen "alle mensen" die vanaf de eerste mens Adam zijn gestorven, weer herrijzen om door God geoordeeld te worden. Dit is de algemene opstanding van de mensen als de kosmos vergaat. In het vroege christendom wordt echter meestal gesproken van de opstanding van de ziel, als de 'oude mens' transformeert in de 'nieuwe mens'.

## Het begrip opstanding en zijn oorsprong
De woorden 'opstanding' en 'opstaan' en de voorstelling van de herrijzenis van een mens uit de dood komen het meest voor in het christendom, omdat voor christenen de dood en opstanding van Jezus Christus een centraal thema is. Jezus en zijn eerste volgelingen geloofden net als sommige andere Joden dat er een opstanding van de doden zou plaatsvinden. Dit geloof ontstond in de derde of tweede eeuw voor Christus in de tijd van de Seleuciden en was waarschijnlijk een intern-Joodse ontwikkeling in reactie op vervolging door de Seleucidische machthebbers.
In een visie dient er bij het begrip opstanding onderscheid te worden gemaakt tussen tijdelijke opstanding en eschatologische opstanding. Bij een tijdelijke opstanding keert een gestorven mens weer terug in het aardse leven, maar deze blijft sterfelijk. Deze vorm van opstanding is meestal het werk van een wonderdoener of een god en komt voor in mythen en legenden uit allerlei tijden en plaatsen. De eschatologische opstanding is met name kenmerkend voor (grote delen van) de drie Abrahamitische religies en wordt geplaatst aan het einde van de geschiedenis (het eschaton). De doden die dan opstaan ondergaan een (lichamelijke) omvorming zodat ze onsterfelijk en onvergankelijk worden. Volgens de apostel Paulus is de opstanding van Jezus Christus het eerste geval van de eschatologische opstanding, dat de algemene opstanding van de gelovigen inluidde (1 Korintiërs 15:20-28).
Augustinus en andere vroegchristelijke auteurs maken echter een ander onderscheid: die tussen de opstanding van de ziel aan de eindtijd (het eschaton) van de 'oude mens' op diens eigen Dag van de Heer of de Dag des Oordeels en de algemene opstanding van het lichaam van de mensen op de Dag van de Heer of de Dag des Oordeels als de kosmos vergaat. Augustinus schrijft hierover dat de opstanding van de ziel de tweede dood verhindert. Deze eerste opstanding is de definitieve verandering in de ‘nieuwe mens’ na de 'dood' van de ‘oude mens’. Bij dit proces kan het gebeuren dat de mens sterft, maar deze kan de dood van de eigen 'oude mens' ook overleven. Dit is de ultieme verlichting. Dan is de christen veranderd in een martelaar (martyr) en heeft voor de eigen ziel de garantie ontvangen van een eeuwig leven in het paradijs.

### Godsdiensthistorische vergelijking
In godsdiensthistorische vergelijkingen kan het begrip 'opstanding' misleidend werken, omdat dan allerlei verschijnselen uit de antieke bronnen met christelijke ogen bekeken worden. In feite komen de christelijke termen voor 'opstanding' en 'opstaan' niet of nauwelijks voor in niet-christelijke en niet-Joodse antieke bronnen die spreken over herleving van personen of goden. Wel hielden sommige mensen in de oudheid er ideeën op na die overeenkomsten vertonen met het Joods en christelijk geloof in de opstanding. In tweede-eeuwse discussies van christenen (zoals Justinus de Martelaar en Tertullianus) met anderen (zoals Celsus) vinden beide partijen dat de dood en opstanding van Christus in bepaalde opzichten lijkt op andere verhalen.
Met name de opstanding van Christus zoals het Nieuwe Testament daarover schrijft is vaak object van vergelijkend onderzoek. Bekende methodische fouten hierbij zijn: 
- Het niet onderkennen van het feit dat de westerse blik op religie sterk wordt bepaald door begrippen uit het christendom (zoals 'geloof', 'leer', en ook 'opstanding'). Anderzijds mag het onderkennen van dit feit geen excuus zijn om de opstanding van Christus per definitie uniek te verklaren (drogreden van speciaal pleiten oftewel special pleading).
- Parallellomanie. Kleine (vermeende) overeenkomsten tussen fenomenen worden opgeblazen en uitgebouwd zonder feitelijke basis.[4] Anderzijds moeten mogelijk legitieme overeenkomsten ook niet al te snel en klakkeloos worden afgewezen als ongeldig (parallellofobie).
- Verwarren van overeenkomst (analogie) en herkomst (genealogie). Als er overeenkomsten zijn tussen historische fenomenen wil dat nog niet zeggen dat er een direct verband tussen bestaat.[5] Het is immers mogelijk dat dezelfde of soortgelijke fenomenen onafhankelijk van elkaar ontstaan.

In de oudheid waren er diverse verhalen over goden of mensen die terugkwamen uit de onderwereld. Zo werd Alkestis na haar dood door Herakles teruggehaald uit de Hades. Adonis verbleef een deel van het jaar in de onderwereld  en een deel van het jaar op aarde. Volgens een Mesopotamische mythe (begin tweede millennium voor Christus) daalde de godin Inanna af in de onderwereld om de macht over te nemen, maar werd veranderd in een lijk en aan een haak opgehangen. Helpers van de god Enki wekken haar weer tot leven, maar om het dodenrijk te verlaten moet ze een plaatsvervanger vinden. Die vindt ze in de persoon van haar echtgenoot Dumuzi. In de Egyptische mythe over de god Osiris (die ook bekend was in de Grieks-Romeinse wereld) is in sommige versies sprake van een soort opstanding. Nadat Osiris is gedood en in stukken is gehakt, herstelt Isis zijn lichaam en laat zich door hem bezwangeren. Vervolgens wordt Osiris koning van het dodenrijk. Herodotus noemt Zalmoxis, die doodgewaand was maar terugkeerde, en twijfelt of hij nu mens of een Thracische god was. Celsus, de tweede-eeuwse criticus van het christendom, vergelijkt Jezus met Zalmoxis, aan wiens 'opstanding' hij evenmin geloof hecht.
Wanneer het lot van Jezus na zijn dood niet wordt bekeken vanuit het begrip 'opstanding', maar vanuit het begrip 'verhoging' of 'tenhemelopneming', vallen er parallellen te trekken met de tenhemelopneming en vergoddelijking van bijvoorbeeld Herakles, Romulus, Empedocles, Apollonius van Tyana, Alexander de Grote en Augustus. Sommige antieke auteurs drijven de spot met de neiging aan belangrijke personen een hemelvaart toe te schrijven.

## Opstanding in het jodendom

### Hebreeuwse Bijbel
In de Hebreeuwse Bijbel wordt niet veel aandacht besteed aan een opstanding en een laatste oordeel. De oudste concepten spreken over de aartsvaders die "met hun voorvaders werden verenigd" (Genesis 25:8). Het graf is het dodenrijk Sheol en het is zaak om op aarde goed te leven, want in het graf is alleen maar duisternis.
De oudste vermelding van het concept van een opstanding is die in Hosea: "op de derde dag doet [de HEER] ons opstaan" (Hosea 6:1-3).
De meeste vermeldingen die in het christendom soms worden geïnterpreteerd als voorlopers van het christelijke concept van de opstanding zijn metaforisch bedoeld of worden hineininterpretiert:
- Jesaja 25:8 spreekt over het tenietdoen van de dood, maar niet van een opstanding.
- Jesaja 26:19 betreft de Israëlieten als volk, niet individuele mensen.
- De dodendans in Ezechiël 37 waarbij de skeletten weer vlees ontwikkelen en tot leven komen, is metaforisch en betreft ook het volk van de Israëlieten.
- De opstanding die in Daniël 12:2 wordt beschreven, heeft betrekking op de strijd van de Makkabeeën, maar komt van alle passages het dichtst bij het christelijke concept van de opstanding.

### Gestorvenen die weer tot leven kwamen
1. De zoon van Elia's gastvrouw stierf. De vrouw meende dat Elia dat bewerkt had. Elia bracht het kind naar zijn kamer en bad God het kind weer tot leven te wekken, wat gebeurde (1 Koningen 17:17-24).
2. De zoon van de Sunamitische gastvrouw van Elisa overleed aan een zonnesteek. De moeder haalde Elisa op, deze bad met het lichaam en vervolgens kon hij de jongen weer levend aan de moeder geven (2 Koningen 4:8).
3. Toen er tijdens een begrafenis Moabitische plunderaars aankwamen, werd het stoffelijk overschot haastig in een graf geworpen waar de overleden Elisa al in lag. De gestorvene herleefde (2 Koningen 13:20,21).

### Apocriefen
De Hebreeuwse tekst van De wijsheid van Jezus Sirach (ontstaan rond 200 v.Chr.) geeft goddelozen het vooruitzicht op "vuur en wormen" (Sirach 7:17). De Griekse vertaling (ontstaan rond 132 v. Chr.) geeft de rechtvaardigen uitzicht op een hiernamaals.
Rond 168 v.Chr. vond de opstand van de Makkabeeën plaats. 2 Makkabeeën 7:42 vertelt van een moeder die zeven zonen ter dood ziet brengen. Zij houdt ze voor dat de opstanding der doden de beloning voor het martelaarschap zal zijn. 
In de Wijsheid (van Salomo) (ontstaan rond het begin van de jaartelling) wordt niet zozeer gesproken over een opstanding als wel over onsterfelijkheid van rechtvaardigen (Wijsheid 1:15). Onrechtvaardigen daarentegen ontkennen gedachtes aan een opstanding, zoals in uitspraken als "nooit is iemand teruggekomen uit Hades" en "ons sterven kan niet worden uitgesteld ... en niemand keert ervan terug" (Wijsheid 2:1,5). Hun conclusie dat er daarom  "niets beter is dan te genieten van de goede dingen die er zijn", van "dure wijn en parfum", klinkt door in de afwijzing ervan door Paulus, juist in verband met de opstanding (1 Korintiërs 15:32). Het is echter zeer waarschijnlijk dat de termen "dood", "onsterfelijkheid"  en "sterven" metaforisch moeten worden opgevat en er geen geloof in een (fysieke) opstanding uit blijkt.

## Opstanding in het christendom

### Evangeliën
Volgens het Evangelie volgens Lucas zei Jezus: "Ik ben de God van Abraham, en de God van Isaak, en de God van Jakob! God is niet een God der doden, maar der levenden" (Lucas 20:24-47). Dit werd en wordt vaak zo geïnterpreteerd dat de aartsvaders leven of zullen herleven.

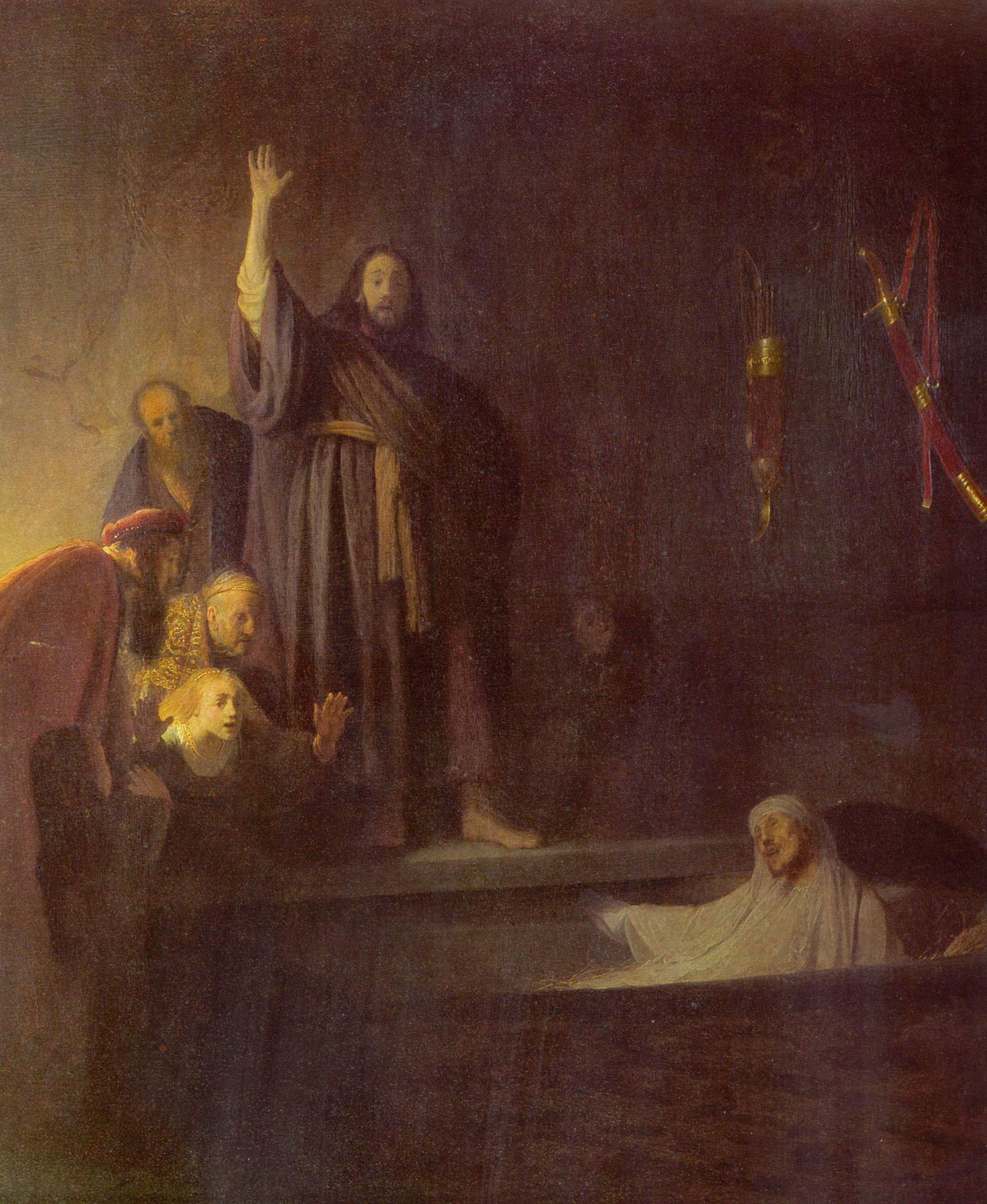
Rembrandt: opstanding van Lazarus

Er worden verschillende personen genoemd die door Jezus werden opgewekt:
1. Jezus kwam in de stad Naïn, waar hij getuige was van een begrafenis. De overledene was een jongeman, de zoon van een weduwe. Op Jezus' bevel kwam de jongeman levend van de lijkbaar af (Lucas 7:11-15).
2. Jezus werd geroepen door een leider van de synagoge, Jaïrus, wiens twaalfjarige dochtertje op sterven lag. Ze stierf voordat Jezus bij haar kwam, maar stond op zijn bevel weer op (Marcus 5:22-43 en Lucas 8:41-56).
3. Lazarus was de broer van Maria en Martha en een goede vriend van Jezus. De zusters riepen Jezus te hulp omdat Lazarus ziek was, maar Jezus maakte geen haast. Toen Jezus in Bethanië kwam was Lazarus al vier dagen dood en reeds begraven. Op bevel van Jezus kwam hij levend uit het graf (Johannes 11).
4. Op het moment van Jezus' sterven stonden veel gestorven heiligen uit hun graven op en verschenen in Jeruzalem (Matteüs 27:52-53).

### Opstanding van Jezus
De dood en herrijzenis van Christus is een fundamenteel onderdeel van het christelijk geloof. Er zijn verschillende getuigenissen over Jezus' opstanding.
- In de Brieven van Paulus worden nauwelijks details gegeven. Jezus zou zijn opgestaan 'op de derde dag' na zijn dood met een hemels, geestelijk lichaam, net zoals de verwachte opstanding van de gelovigen aan het einde der tijden (1 Korintiërs 15).

De latere vier evangeliën bieden verhalen, die in twee hoofddelen zijn in te delen:
- Het graf bleek leeg, volgens de vier genoemde evangeliën.
- Jezus verscheen aan zijn discipelen (eenmaal aan 500 tegelijk), waarvan Paulus rond het jaar 56 nog velen in leven weet (1 Korintiërs 15:5-8), verder de evangeliën naar Matteüs, Lucas en Johannes. In het evangelie naar Marcus wordt alleen gezegd dat Jezus in Galilea aan de leerlingen zou verschijnen.

Volgens het Nieuwe Testament was met de opstanding van Christus iets fundamenteels veranderd. Christus sterft niet meer en wie zich met hem verbindt heeft eeuwig leven. Voor de apostel Paulus en vele christenen na hem was de opstanding van Christus de kern van zijn geloof (Romeinen 4:23-25, 10:9) en het antwoord op de zinloosheid van het menselijk bestaan (1 Korintiërs 15:12-58).
Reeds in de tijd van het Nieuwe Testament was het een breekpunt met de elite van de Hellenistische samenleving. Filosofen "dreven de spot" met het idee van een opstanding (Handelingen 17:32) en Porcius Festus (procurator van Judea van 60 tot 62 na Chr.) dacht dat Paulus waanzinnig was geworden toen hij sprak over de opstanding (Handelingen 26:24).

### Personen in de vroege kerk die werden opgewekt
- Petrus wekte een christelijke vrouw, Dorkas (Tabita), weer tot leven (Handelingen 9:36).
- Eutychus viel tijdens de preek in slaap en viel van drie hoog naar beneden. Paulus ging op het lichaam liggen, sloeg zijn armen om hem heen en zei geen misbaar te maken, want de jongen leefde (Handelingen 20:9).

### Opstandingen volgens het chiliasme
Volgens sommige christelijke, chiliastische groeperingen, zijn er verschillende opstandingen.
- De eerste opstanding: De opstanding van de overleden christenen sinds Pasen bij de 'eerste wederkomst' van Christus 'in de lucht'. Dit is wanneer de 'Opname van de gemeente' plaatsvindt en alle christenen, de dan levenden en de herrezen, geoordeeld worden.
- De tweede opstanding: Bij de stichting van het duizendjarig vredesrijk worden de overleden christenen die tijdens de heerschappij van de antichrist gewelddadig zijn gestorven (als martelaar) opgewekt waarna zij hun beloning ontvangen.
- De derde opstanding: De algemene opstanding van de rest van alle gestorvenen sinds de eerste mens Adam. Dit vindt plaats op de Dag des oordeels.

### Opstanding van dieren
Sommige christelijke theologen geloven dat dieren ook een opstanding zullen krijgen. Voorbeelden hiervan zijn Ireneüs, Tertullianus en Franciscus van Assisi, waarvan de laatste de stelling dat het evangelie ‘aan alle schepselen onder de hemel verkondigd is’ (Kolossenzen 1:23) als een letterlijke opdracht zag en dus tot de dieren in het veld preekte. Ook Maarten Luther geloofde in een opstanding van dieren en baseerde zich op teksten als "U, HEER, bent de redder van mens en dier" (Psalm 36:7) en de passage in Romeinen 8:19-23. In sommige stromingen binnen de Oosters-orthodoxe kerken wordt gedacht dat Basilius van Caesarea de opstanding van de dieren bevestigde, omdat zij onderdeel van de schepping zijn, die ook wordt verlost door de verlossing van de mens. Hij zou specifieke gebeden voor dieren hebben geschreven, maar dit is omstreden.

## Opstanding volgens de islam
Een van de zuilen van geloof van de islam is het geloven in de Dag des oordeels. Als onderdeel daarvan moet ook worden geloofd in de opstanding van de doden uit de graven en de terhandstelling van een ieders Boek, waarin de daden van hem of haar staan genoteerd.
Na de dood bevindt de ziel zich in principe eerst in de barzakh. Dit is een soort slaaptoestand en is de periode tussen iemands dood en zijn wederopstanding op de Dag des oordeels. Volgens de islam zal op die Dag God de rol op Zich nemen van rechter (Qadi), ieders daden wegen en beslissen of het akhirah van eenieder in het paradijs (djenna) of in het hellevuur (djahannam) zal zijn.
Binnen de islam wordt meestal aangenomen dat het gaat om een Laatste Oordeel dat in de aanwezigheid van God wordt uitgesproken. Dit houdt in dat de mens dus niet voor God verschijnt of Hem zal zien.
Bij de eerste keer blazen op de bazuin door Israfiel op de Laatste Dag zullen alle levende schepselen op de aarde sterven en met de wereld tezamen en al het omringende worden verbrijzeld en verdwijnen. Bij de tweede keer dat Israfiel blaast, zullen alle schepselen weer tot leven worden gewekt door God en verzameld op een uitgestrekte vlakte voor het Godsgericht. Eenieder wordt tegenover zijn profeten geplaatst en wordt ondervraagd. Mohammed is daarbij de enige die het recht heeft voorspraak te doen bij God. De daden zijn tijdens het leven opgeschreven in een boek en deze daden worden bij de wederopstanding gewogen in de weegschaal.
De goeden krijgen hierna het boek met opgetekende daden tijdens hun leven in hun rechterhand, terwijl de anderen dit in hun linkerhand krijgen. De islamitische opvatting voorziet niet in een vagevuur of een voorgeborchte voor degenen die door overmacht niet in de hemel terechtkunnen. Wel wordt soms het verblijf in de hel als een tijdelijke, louterende straf gezien.